# Buellia metaphragmia
Buellia metaphragmia är en lavart som först beskrevs av C. Knight, och fick sitt nu gällande namn av Elix. Buellia metaphragmia ingår i släktet Buellia och familjen Physciaceae.   Inga underarter finns listade i Catalogue of Life.